# Globians Doc Fest

Logo des Festivals

Das Globians Doc Fest Berlin ist ein 2005 in Potsdam gegründetes unabhängiges Dokumentarfilm-Festival mit dem Fokus auf englischsprachige Filme. Seit 2008 findet das Festival in Berlin statt. Auf dem Festival werden Dokumentationen über zahlreiche Lebensbereiche (Religionen, Traditionen, Stadt- und Landleben, Umwelt) verschiedenster (Sub)Kulturen aus aller Welt gezeigt – mit dem Anspruch, ein globales Verantwortungsbewusstsein für Veränderungsprozesse auf der Welt zu schaffen.

## Geschichte des Festivals
Die Gründung erfolgte 2005 als Globians welt & kultur Dokumentarfilm Festival von Joachim Polzer, der seitdem die Leitung als Festival-Kurator innehat. Von 2005 bis 2008 fand die Veranstaltung jährlich im August in Potsdam im Alten Rathaus statt. 2008 zog das Festival nach Berlin um, wo im September 2008 ein Wiederholungslauf des 4. Globians Film Festivals im Filmkunsthaus Babylon stattfand. Mit dem Umzug nach Berlin firmiert das englischsprachige Dokumentarfilmfestival nunmehr auch als Globians Doc Fest Berlin. Von 2009 bis 2011 fand das Festival jeweils im August im Berliner Kino Toni am Antonplatz in Berlin-Weißensee statt.
Für 31. Januar bis 2. Februar 2013 ist das  8. Globians Doc Fest Berlin terminiert, das damit erstmals im Winter stattfinden wird.
Zusätzlich fand im November 2010 das Globians Doc Fest Stuttgart im Linden-Museum mit eigenständigem Programmprofil statt, das als nunmehr zweite, eigenständige Programmserie mit Fokus auf „Audiovisual Anthropology“  vom 20. – 22. April 2012 in Halle (Saale) als Globians Doc Fest Halle fortgeführt werden soll. Eine Wiederholung des Halleschen Festivalprogramms soll vom 4. bis 6. Mai 2012 auf Schloss Ballenstedt als Globians Doc Fest Harz durchgeführt werden.
Einige Premieren, Höhepunkte und Themenschwerpunkte im Festivalprogramm bisher:
- 2005: Weltpremiere der deutschen Produktion Herr Abdoulaye von Thomas Uhlig und Oliver Sasz
- 2006: Deutschlandpremiere von Rick und Sharon Rays 10 Questions for the Dalai Lama (USA)
- 2007: Weltfestivalpremiere von Alexis Kraselovskys Women Behind the Camera (USA)
- 2007: Weltpremiere von Kazutaka Tokodas Memory of the Waves (Japan)
- 2008: Werkschau des Oldenburger Dokumentarfilmers Karl-Heinz Heilig (Deutschland)
- 2008: Weltpremiere des brasilianischen Dokumentarfilms Juruna – The Spirit of the Forest von Armando Lacerda
- 2008: Weltpremiere von Batey Mosquito über ein Zuckerrohr-Arbeiterdorf in der Dominikanischen Republik (R: Carmen Ballvé, Eduardo Miyar – USA)
- 2008: Europapremiere von Welcome to Macintosh der Autoren Josh Rizzo und Rob Baca (USA)
- 2009: Themenschwerpunkte u. a.: Obamas Amerika, Unglaubliche Geschichten aus Russland, Neues Denken aus Brasilien, Australischer Kulturraum, Afrikanische Lebenswelten
- 2009: Europapremiere von A Grain of Sand (Spanien/USA/Kanada) als Eröffnungsfilm des Festivals
- 2009: The Jazz Baroness über die Liebe zwischen Thelonious Monk und Pannonica Rothschild als Festivalfinale (in deutscher Erstaufführung)
- 2010: Themenschwerpunkte u. a.: In der Welt Sein, Amerikanische Grenzgänger, Was zu tun ist: Besser Leben!, Fremde Blicke auf Zentralasien, Das Heilige Land, Japanische Wendungen
- 2010: Weltpremieren u. a. von: The Sound of Mumbai: A Musical, Human Eaters, The Man Behind The Curtain, The Triumph of Astana
- 2010: Internationale Premieren u. a. von: Deep Green, A Village Called Versailles; Europäische Erstaufführung u. a. von The Desert of Forbidden Art und Lessons of Blood
- 2011: Themenschwerpunkte: Meister des Lichts und der Kinematographie, „Who are we in the 21st century?“, Indien, Leben in den italienischen Bergen
- 2011: Weltpremiere: Play Like a Lion. The Legacy of Ali Akbar Khan. (USA)

## Festivalprogramm
Mit einem breiten Kulturbegriff werden Filme zu Weltkulturen, Kulturwelten, Unterschieden zwischen ländlichem und städtischen Leben, Beiträge zu regionalen und lokalen Traditionen, Filme zu ethnischen Studien und kulturelle Identitäten, über Subkulturen und Geschlechterrollen, zu Themen wie Integration, Migration, Globalisierung, Umwelt, Konflikten, Krieg, Wirtschaft, Geschichte und Fragen der richtigen, nachhaltigen Lebensführung gezeigt.
Mit durchschnittlich rund 50 % Filmanteil am Gesamtprogramm setzt das Globians Doc Fest Berlin einen Schwerpunkt bei anglo-amerikanischen Dokumentarfilm-Produktionen und ist damit ein vorrangiges Forum z. B. für den unabhängig produzierten, nordamerikanischen, britischen und vor allem auch australischen Dokumentarfilm in Deutschland.
Die Festivalkategorien des Globians Doc Fest Berlin sind: Feature Dokumentation (61–180 Minuten Länge), Dokumentationen mittlerer Länge bzw. filmische Essays (30–60 Minuten), Kurzdokumentationen (4–30 Minuten) und MiniMovies (bis 4 Minuten, offene Form). Auf dem Festival werden keine Preise verliehen, stattdessen soll das Festival den Austausch zwischen internationalen Filmemachern, Journalisten und Publikum fördern und unabhängig produzierten Filmen ein Podium bieten.

## Resonanz und Rezeption des Festivals
Bis einschließlich 2011 wurden circa 500 Filme aus aller Welt öffentlich vorgeführt; mehr als 200 Filmemacher haben ihre Filme persönlich beim Festival begleitet. Insgesamt lagen aus allen Kontinenten über 3.000 Einreichungen unabhängiger Filmemacher und -produzenten vor.
Das Globians Doc Fest Berlin etabliert sich mit der Festivalsprache Englisch damit als Start-Up-Filmefestival unter den noch jungen Filmfestivals in Deutschland. Durch den Fokus auf englischsprachige, unabhängige Dokumentarfilme ist es damit ein wichtiges Forum für den unabhängig produzierten US-amerikanischen, kanadischen, britischen und australischen Dokumentarfilm.
Es gab bisher über 400 Seiten an Presseberichterstattung sowie zahlreiche veranstaltungsbegleitende Rundfunk- und Fernsehberichte (zum Beispiel im Deutschlandfunk/Deutschlandradio und RBB).